# Condizione
La condizione, in diritto, è un avvenimento futuro ed incerto, al verificarsi del quale è subordinata l'iniziale efficacia di un negozio giuridico o di una sua clausola (condizione sospensiva), oppure la cessazione degli effetti del negozio giuridico o di una sua clausola (condizione risolutiva).
L'avvenimento futuro ed incerto può essere indipendente dalla volontà delle parti (condizione casuale), ma può anche dipendere dalla volontà di una di esse (condizione potestativa). La condizione si definisce, infine, "meramente potestativa" quando il suo avveramento dipende unicamente da un'arbitraria determinazione di volontà di una delle parti (cioè la decisione può essere assunta senza alcuna ponderazione di vantaggi e svantaggi prodotti dalla decisione medesima).
Secondo l'art. 1355 c.c. è nulla l'assunzione di un'obbligazione o l'alienazione di un diritto sotto condizione sospensiva meramente potestativa, il cui avveramento è determinato dalla volontà arbitraria di chi si obbliga o aliena il diritto. La ragione della nullità è determinata, con tutta evidenza, dalla mancanza dell'elemento volontaristico, e dunque dalla mancanza di un elemento essenziale del negozio giuridico (affermare "ti venderò la casa se vorrò", vuol dire non emettere alcuna seria dichiarazione di volontà). La condizione, sospensiva o risolutiva, contraria a norme imperative, all'ordine pubblico o al buon costume rende nullo il contratto.
Per quanto riguarda la condizione impossibile, ossia relativa ad un evento che sia dal punto di vista giuridico o dal punto di vista naturale irrealizzabile, se sospensiva rende il contratto nullo, se risolutiva si considera come non apposta.
La condizione non può essere apposta ai cosiddetti atti legittimi: il matrimonio, il riconoscimento del figlio naturale, accettazione e rinuncia dell'eredità, accettazione della nomina di esecutore testamentario.
In dottrina si distingue, da un punto di vista soggettivo, la condizione volontaria (condicio facti) dalla condizione legale (condicio iuris). La prima è apposta dalle parti del negozio giuridico nell'ambito della loro autonomia contrattuale. La seconda, detta anche condizione legale, è posta direttamente dalla legge.
La caratteristica dell'incertezza distingue la condizione dal termine, il cui verificarsi è invece certo (anche se non in tutti i casi è già noto quando avverrà).